# Иннокентий IX
Инноке́нтий IX (лат. Innocentius PP. IX; в миру Джованни Антонио Факинетти де Нуче, итал. Giovanni Antonio Facchinetti de Nuce; 20 июля 1519, Болонья — 30 декабря 1591[…], Рим) — папа римский с 29 октября по 30 декабря 1591 года.

## Биография

### Ранние годы
Джан Антонио Факкинетти родился 20 июля 1519 года в Болонье. Он был юристом: в 1544 году он окончил Болонский университет со степенью юриста и стал секретарем кардинала Николо Ардингелли, после чего поступил на службу к кардиналу Алессандро Фарнезе, брату герцога Пармы и внуку папы Павла III (1534—1549), одного из главных меценатов того времени. Кардинал отправил Факкинетти своим представителем в Авиньон, а затем в Парму, где он был и. о. губернатора города с 1556 по 1558 год.

### Церковная карьера

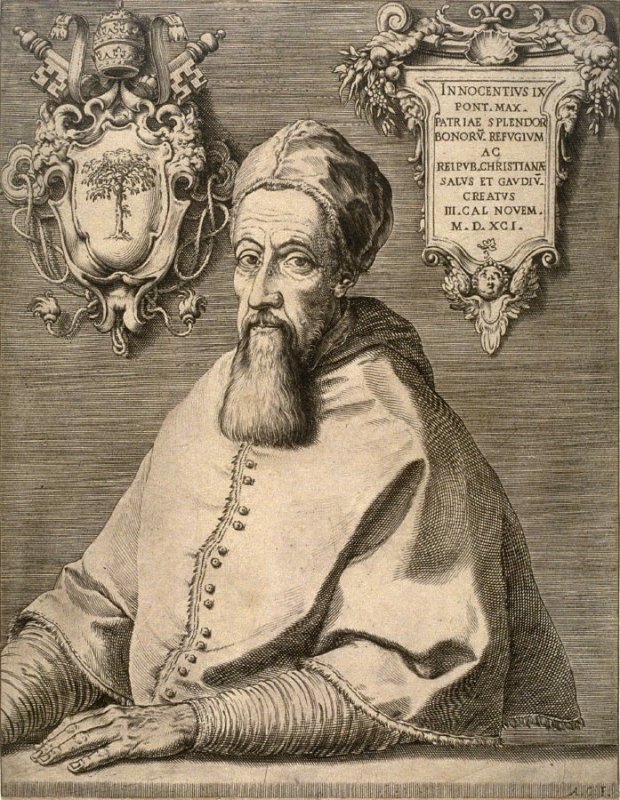
Портрет Иннокентия IX работы Агостино Карраччи. Гравюра 1591 года, Музей изобразительных искусств Сан-Франциско

В 1560 году Факкинетти стал епископом Никастро (Калабрия) и в 1562 году присутствовал на заседании Тридентского собора. Папа Пий V (1566—1572) послал его в качестве папского нунция в Венецию в 1566 году для сплачивания союза с Испанией и Венецией против турок, который в конечном итоге привел к победе при Лепанто в 1571 году. Отказавшись продолжить карьеру в Риме, он с 1572 по 1585 год был титулярным Патриархом Иерусалима.
Стал кардиналом 12 декабря 1583 года, в один день с Джамбаттистой Кастанья и Никколо Сфрондрати, будущими папами Урбаном VII и Григорием XIV, его предшественниками на папском престоле, а также Алессандро Оттавиано Медичи, который стал папой Львом XI в следующем столетии. По стечению обстоятельств, никто из кардиналов, рукоположенных в этот день, не пробыл папой больше года.

### Папство

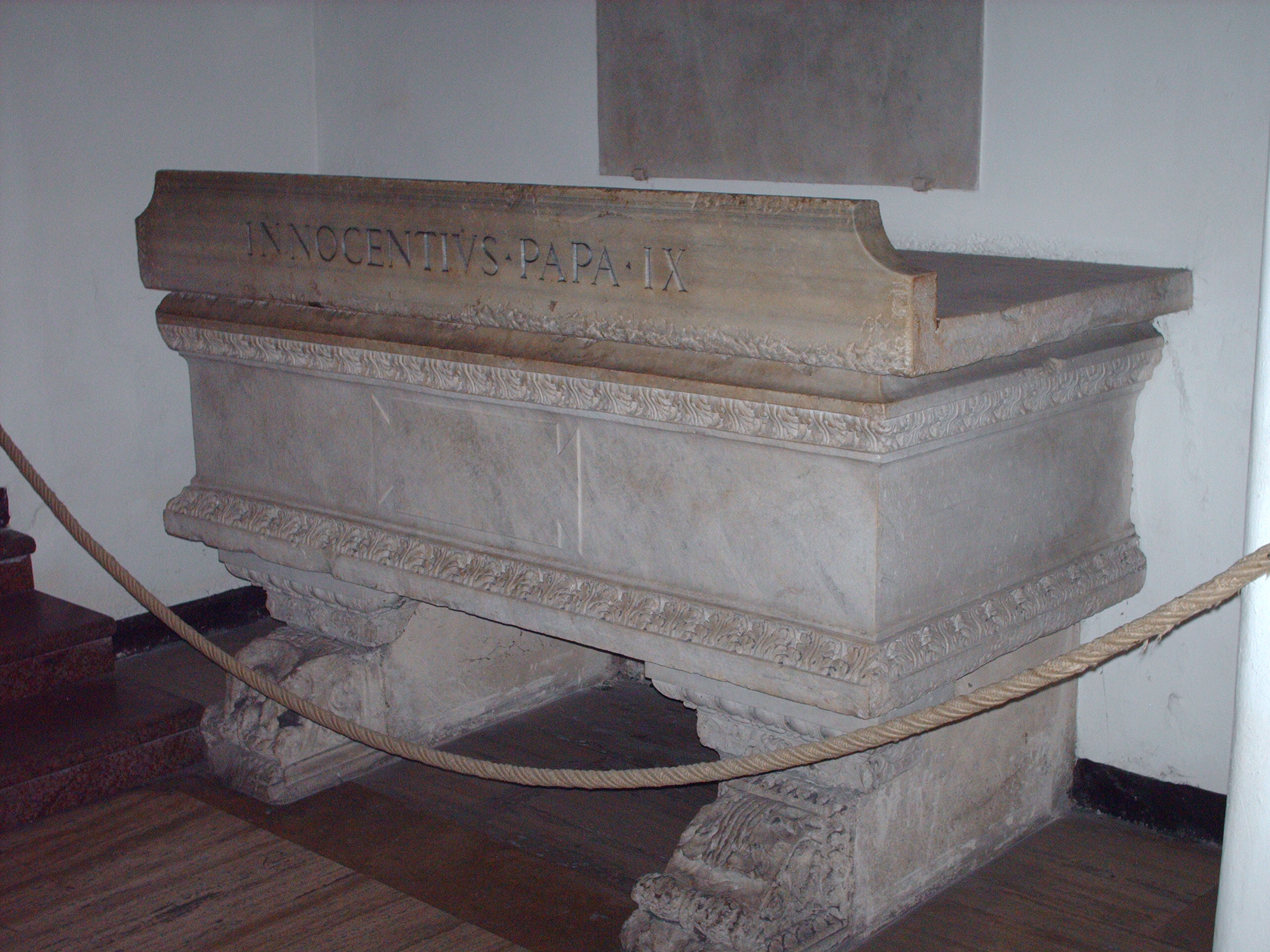
Гробница папы Иннокентия IX

Был одним из самых престарелых кардиналов на конклаве, избравшем его папой. На этом конклаве были предложены семь кандидатов, угодных испанскому королю, и после недолгого совещания кардиналы избрали Факкинетти под именем Иннокентия IX. Памятуя о залоге своего успеха, Иннокентий IX поддерживал во время понтификата политику испанского короля Филиппа II Габсбурга и Католической лиги против Генриха IV Французского во время французских религиозных войн (1562—1598).

## Смерть
Иннокентий умер спустя два месяца и два дня после избрания его папой.